# گیکور (فیلم ۱۹۸۲)
گیکور (ارمنی: Գիքոր; انگلیسی: Gikor)) فیلم درام ارمنی به کارگردانی سرگئی ایسرائیلیان و با بازی سوس سارگسیان و آرمن ژیگارخانیان محصول سال ۱۹۸۲ است.
این فیلم بر مبنای شعری به همین نام نوشته هوهانس تومانیان شاعر برجسته ارمنی ساخته شده‌است.

## بازیگران
- آلبرت گولینیان در نقش گیکور
- سوس سارگسیان در نقش هامبو
- گالیا نوونتس در نقش نانی
- آرمن ژیگارخانیان در نقش بزاز آرتم
- ژنیا آوتیسیان در نقش ناتو
- اما استپانیان
- L. یغیازاریان
- هایکانوش یرمیان
- ام. توُماسیان
- اس. خامبکیان
- سوتلانا کیراکوسیان
- ملینه هامامجیان
- ئی. مانولیان
- تیگران ووسکانیان
- آوتیک جراقاتسابانیان
- لئونارد سارکیسف
- هاروتیون موسسیان
- اس. آجابخانیان
- آر. آبالیان
- آر. گیولومیان
- L. آزیزیان
- استپان هاروتیونیان
- آرمن مازمانیان
- کی. بارسقیان
- کی. سیمونیان
- جی. گیولومیان
- ای. کوچاریان
- کی. گریگوریان
- مارگاریتا کاراپتیان
- کی. هُوسپیان
- اچ. قازاریان
- کی. غولینیان
- آرا استپانیان